# Air Centre
Air Centre (code IATA : FC puis CA) était une compagnie aérienne régionale française dite de 3e niveau basée sur l'aéroport de Nevers et sur l'aéroport de Clermont-Ferrand en y effectuant du transport à la demande et des liaisons aériennes régulières.

## Histoire
La compagnie Air Centre était créée à Nevers en 1964 à l'initiative privée d'un groupe de "mordus" d'aviation.
L'inauguration de la compagnie avait lieu à l'aéroport de Nevers le 16 décembre 1964.
Elle s'orientait d'abord sur le travail aérien (photographie, remorquage de banderoles) à l'aide  d'un Jodel DR 1051 - Ambassadeur qui était rapidement remplacé par un Jodel Mousquetaire puis un Cessna 195.
Si le siège social était à Nevers,, l'activité d'Air Centre était centrée sur l'aéroport de Clermont-Ferrand Aulnat.
À la fin des années 1960, la compagnie s'orientait sur le transport à la demande de marchandises et d'un maximum de 6 passagers en France et en Europe avec des avions de moins de 5,7 tonnes puis sur l'exploitation de lignes régulières entre Clermont-Ferrand et Le Puy-en-Velay et Mende.
Pour le lancement de la ligne au départ de Clermont-Ferrand, la chambre de Commerce et d'Industrie de Clermont-Ferrand prêtait des bureaux à Air Centre mais cette compagnie pouvait également bénéficier d'une permanence téléphonique et télex assurée par la Chambre de Commerce qui se chargeait des réservations et de l'établissement des billets.
Elle affirmait sa vocation pour l'aviation d'affaires en exploitant à cette activité, un Beechcraft Baron, appareil affecté à la ligne Nevers-Paris.
En 1970, la compagnie rejoint l'ATAR, l'Association des transporteurs aériens régionaux, un syndicat professionnel qui regroupe les compagnies Air Alpes, Air Alsace, Air Aquitaine, Air Languedoc, Air Périgord, Air Rouergue, Avia Taxi France, Air Limousin, Air Antilles, Air Martinique et Guyane Air Transport présidé par Michel Ziegler, fondateur d'Air Alpes.
En 1973, Air Centre assurait les liaisons entre Le Puy et Clermont-Ferrand puis vers Lyon.
La compagnie était mise en règlement judiciaire au deuxième semestre 1975 par le Tribunal de Commerce de Nevers. Son autorisation de transporteur aérien lui était retiré le 18 février 1976.

## Statistiques
Nombre de passagers transportés:
| 1970  | 1971 | 1973 |
| ----- | ---- | ---- |
| 1 000 | 442  | 959  |

## Code I.A.T.A.
Air Centre avait obtenu différents codes de l'Association internationale du transport aérien.
- 1970 : FC
- 1973 : CA[9]

## Le réseau
- Clermont-Ferrand - Le Puy en Velay[6]
- Le Puy-en-Velay - Mende
- Le Puy-en-Velay - Lyon[6]
- Nevers - Paris

## Flotte
La compagnie a eu en flotte:
- Jodel DR-1051 Ambassadeur
- Jodel DR-1051 Sicile[4]
- Jodel D-140 Mousquetaire
- Cessna 195 immatriculé F-BMHP[10]
- Britten-Norman[6]
- Beechcraft 95-B55 Baron [6]
- Beechcraft Travel Air